# AT4
Pour les articles homonymes, voir AT4 (homonymie).
 (novembre 2023).
Si vous disposez d'ouvrages ou d'articles de référence ou si vous connaissez des sites web de qualité traitant du thème abordé ici, merci de compléter l'article en donnant les références utiles à sa vérifiabilité et en les liant à la section « Notes et références ».
L'AT4 est un lance-roquette de 84 mm. Cette arme individuelle consommable est destinée à détruire les chars sans blindage réactif, les véhicules légèrement blindés et les fortifications. Il est fabriqué par la société suédoise Bofors depuis le tout début des années 1980.

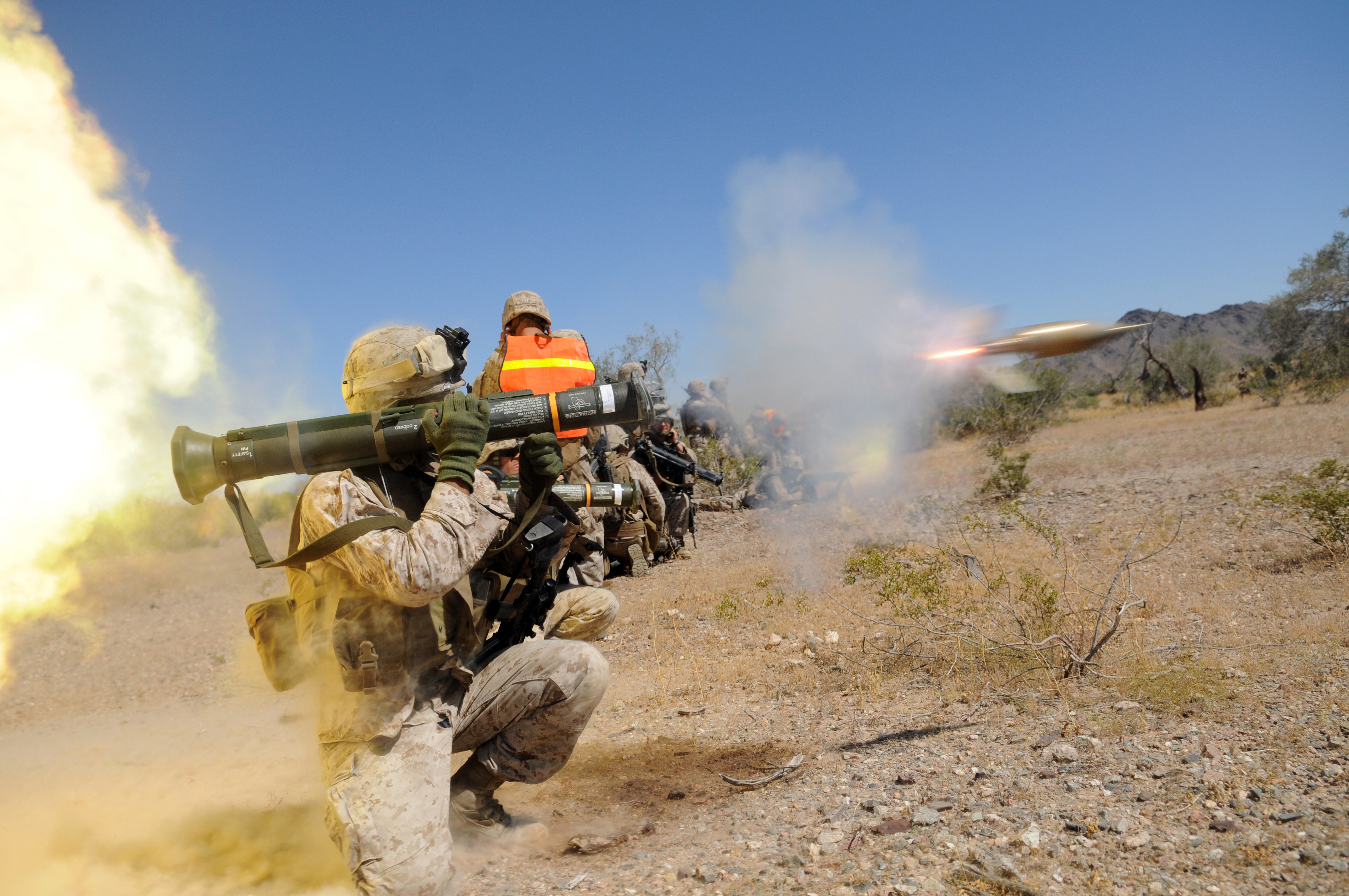
Tir d'un AT-4 par des US Marines lors d'un exercice.

Il est également fabriqué aux États-Unis, sous une forme légèrement modifiée (M136 AT4) pour l'US Army, et utilisé par de nombreuses armées, notamment par l'armée française.
Son nom est la traduction phonétique de l'anglais « Eighty Four », qui vient du calibre de 84 mm de son projectile antichar.

## Caractéristiques

### Fonctionnement (exemple: version AT4 CS)

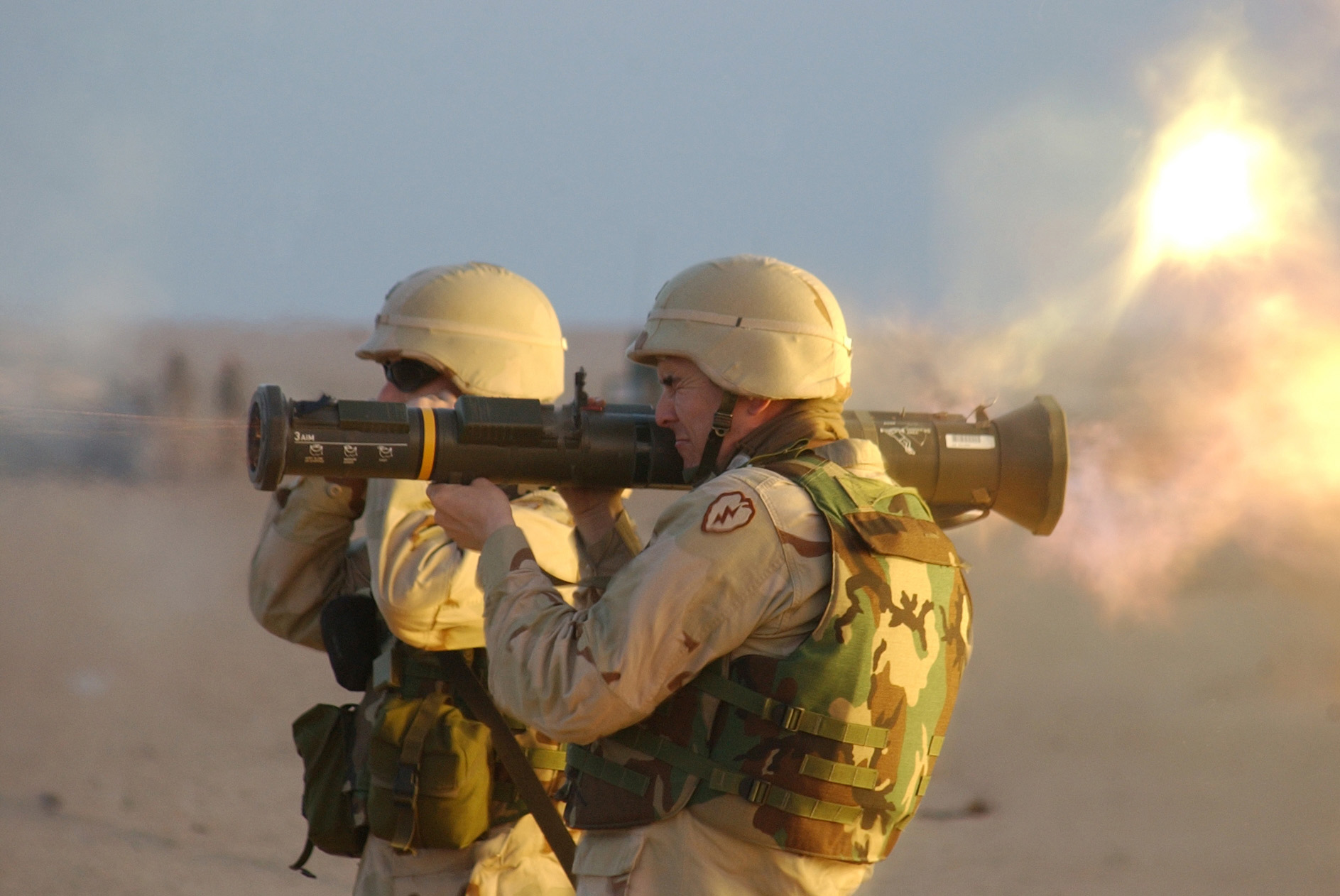
Un G.I. tirant à l'AT-4 en Irak.

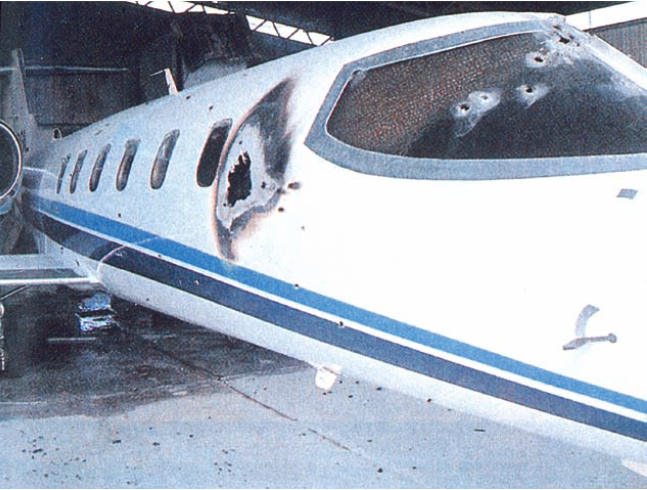
L'avion d'affaires privé de Noriega, un Learjet 35, est détruit par un AT4 des SEAL le 20 décembre 1989 lors de l'invasion du Panama par les États-Unis. L'ordre initial était de le neutraliser avec le minimum de dommages.

Utilisable à terre, la version AT4 CS, pour « Confined Space » (en français : « espace confiné »), contient une contre masse d'eau salée réduisant la déflagration à l'arrière du tube, permettant également un usage à partir d'un lieu confiné. Cette utilisation ne peut cependant se faire qu'à condition de respecter certaines règles, relatives aux dimensions de l'espace confiné ainsi qu'à une distance de sécurité minimale. Le projectile est à charge creuse. En effet, à l'impact, l'explosif déclenché va, de par sa forme initiale, créer un projectile sous la forme d'un « dard » de cuivre à plus de 2 500 °C. C'est ce « dard » qui va ainsi, en perforant le blindage de l'objectif, provoquer sa destruction par l'explosion de ses munitions et/ou de son carburant.
C'est une arme à munition consommable, donc non rechargeable. Après le tir, elle est abandonnée sur le terrain, hormis dans l'armée française dont le règlement impose de ne rien laisser que l'ennemi ne puisse réutiliser, y compris si une réutilisation semble improbable. Le système de visée est très basique, constitué d'un œilleton et d'un guidon montés sur deux ressorts de maintien. Ils sont repliés dans des boîtiers coulissants pour le stockage et le transport, puis déployés lors du tir.

### Spécifications techniques
- Masse : 7,6 kg ;
- Longueur : 1,04 m ;
- Calibre : 84 mm ;
- Munition : projectile à charge creuse empenné ;
- Portée : de 20 m (déclenchement sécurité en dessous de 20 m) à 250 m sur objectif mobile et 350 m sur objectif fixe. La portée maximale est de 400 m ;
- Perforation : 450 mm d'acier à blindage (véhicules blindés non surprotégés) ou < 1,45 m de béton ;
- Vitesse projectile : minimum 220 m/s.

## Versions
- AT4 HEAT : (HEAT : High Explosive Anti-Tank) version de base à charge creuse standard. Utilisation fortement déconseillée en milieux clos. Pénétration : 420 mm de blindage ;
- AT4 CS : (CS : Confined Space) version équipée contre masse liquide à base d'eau salée, projetée vers l'arrière au départ du coup, équilibre l'effort de recul et absorbe en partie les gaz générés par la charge propulsive[2]. Cela permet la capacité de tir en espace confiné sous certaines conditions de dimensions et de volume.
- AT4 CS HP : version « High Performance » de l'AT4 CS. Charge creuse améliorée augmentant la pénétration de blindage à 500 mm ;
- AT4 CS AST : pour « Anti-Structure Tandem ». Version à charge tandem destinée à la destruction de bâtiments et de structures diverses. Agît par effet de souffle et fragmentation.
- AT4 F2 : Nouvelle génération développée à partir de 2014 pour l'armée française. Il peut tirer un projectile anti-blindé (ABL) avec une capacité de pénétration supérieure à 460 mm, un projectile anti-structure (AST) et un projectile antipersonnel (AP). Une fois couplée à un nouveau moyen d’aide à la visée non jetable, absent sur la version CS F1, le projectile AP (AT4CS HE) procurera un effet de souffle efficace jusqu'à 600 m avec explosion à l’impact et 1000 m en mode airburst. On prévoit une capacité de tir de nuit à l’horizon 2020[3],[4]. 5 000 exemplaires commencent à être livrés en 2024[5].

## Utilisateurs
- Argentine
- Bosnie-Herzégovine
- Brésil
- Canada
- Chili
- Croatie
- Colombie

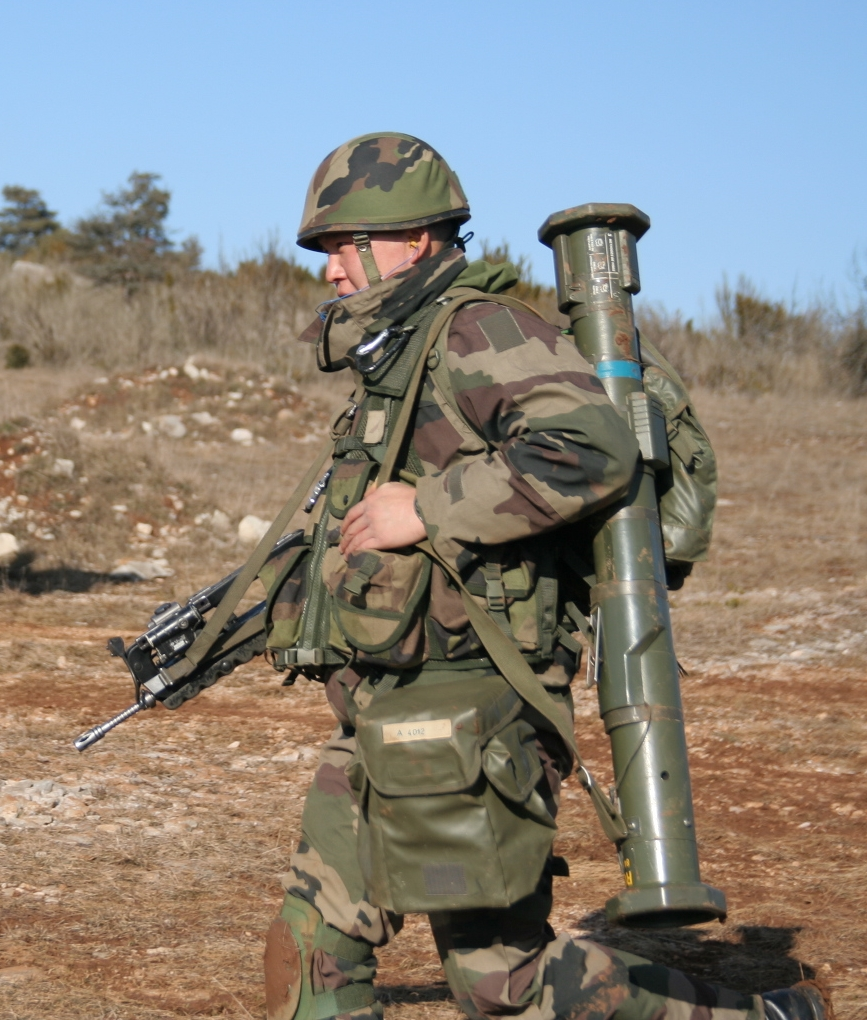
Soldat du 2e régiment étranger de parachutistes avec l'uniforme et le couvre-casque « Camouflage Centre-Europe » portant un canon sans recul AT4 et un fusil FAMAS.

- Danemark : appelé PVV M/95 (Panserværnsvåben Model 1995).
- Estonie
- France
- Géorgie
- Grèce
- Irak
- Irlande : appelé SRAAW (Short Range Anti Armour Weapon) par l'armée irlandaise.
- Lettonie
- Liban : utilisé par les Forces Spéciales libanaises.
- Lituanie
- Malaisie : en service dans les Forces spéciales des Forces armées malaisiennes.
- Mexique
- Pays-Bas
- Sénégal
- Taïwan
- Thaïlande :en service dans les Forces spéciales.
- Ukraine : dons de plusieurs nations pendant la guerre d'Ukraine en 2022.
- Sri Lanka
- Israël
- Suède : appelé Pansarskott M/86 (AT4, toutes versions) et utilisé dans toutes les branches de l'Armée suédoise.
- Royaume-Uni : appelé L2A1 (ILAW) (AT4 CS avec tête à haute pénétration), utilisé par l'armée britannique.
- États-Unis : appelé M136 AT4 dans l'USMC et l'United States Army, depuis début 1987. Son coût unitaire au sein de l'armée américaine était, en 2007, de 1 480 $[6].

- Venezuela
- Maroc

## Culture populaire
L'AT-4 apparaît dans diverses œuvres de fiction.

### Série
- L'AT-4 apparaît dans NCIS LOS ANGELES, saison 9 épisode 10.

### Film
- L'AT-4 apparaît brièvement dans le film La Guerre des mondes.

### Jeux vidéo
- L'AT-4 est utilisé comme arme antichar de base par les troupes américaines dans Wargame: Red Dragon après 1990.
- L'AT-4 apparaît dans la saga Modern Warfare:
  - On peut le voir dans Call of Duty 4: Modern Warfare, où il est utilisé par les marines américains. Il est inutilisable par le joueur, à l'exception d'un niveau où on ne peut l'utiliser qu'en recourant à un cheatcode
  - Il est également présent dans Call of Duty: Modern Warfare 2, ou il est cette fois utilisable par le joueur.